# Wang Zhigang

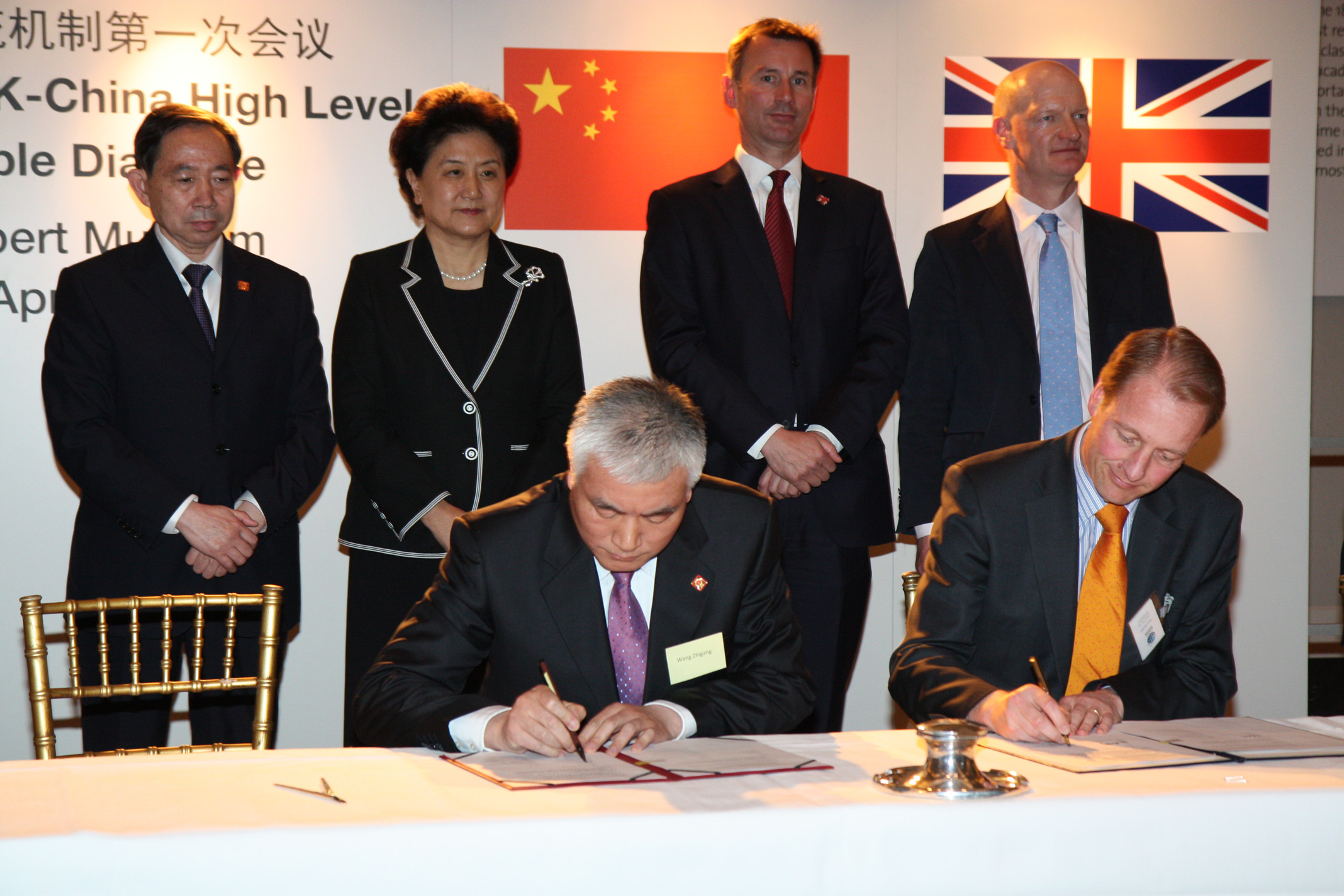
Wang Zhigang (sitzend links) bei der Unterzeichnung eines Memorandums mit Paul Boyle vom Wissenschaftsrat des Vereinigten Königreichs (2012).

Wang Zhigang (chinesisch 王志剛 / 王志刚, Pinyin Wáng Zhìgāng; * Oktober 1957 in Dingyuan, Anhui) ist ein chinesischer Politiker der Kommunistischen Partei Chinas (KPCh). Von 2018 bis 2023 war er Minister für Wissenschaft und Technologie im Staatsrat der Volksrepublik China.

## Leben
Wang Zhigang, der zum Han-Volk gehört, wurde im 1976 im Rahmen der Hinaus aufs Land-Bewegung auf das Land entsandt und arbeitete zwischen Januar 1976 und Oktober 1978 in der Volkskommune Changshan in Chuzhou. Im Anschluss begann er im Oktober 1978 ein Studium am Nordwest-Institut für Telekommunikationsingenieurwesen in Xi’an und schloss dieses im Juli 1982 mit einem Bachelor ab. Im Anschluss fungierte er zwischen 1982 und 1996 als stellvertretender Direktor des 28. Forschungsinstituts des Ministeriums für Elektroindustrie und wurde in dieser Zeit im Dezember 1986 auch Mitglied der Kommunistischen Partei Chinas (KPCh). Er war von 1996 bis 1999 als Geschäftsführer des Staatsbetriebes China National Software and Service Co. Ltd. (ChinaSoft) sowie von Februar 1999 bis Januar 2002 stellvertretender Dekan der zum Ministerium für Industrie und Informationstechnologie gehörenden Akademie für elektronische Wissenschaften.
Wang wurde im Januar 2002 zunächst stellvertretender Geschäftsführer sowie im September 2003 Geschäftsführer der China Electronics Technology Group Corporation (CETC), ein Zentral Verwaltetes Unternehmen für Nachrichtentechnik und Datenverarbeitung, und bekleidete diesen Posten bis 2008. Zugleich wurde er 2002 Mitglied der Parteiführungsgruppe sowie zwischen 2003 und 2008 Sekretär der Parteiführungsgruppe, ehe er zwischen 2008 und 2011 stellvertretender Sekretär der Parteiführungsgruppe der CETC. Im Anschluss fungierte er von 2011 und 2018 als Vize-Minister für Wissenschaft und Technologie sowie als stellvertretender Sekretär der Parteiführungsgruppe des Ministeriums. Auf dem XVIII. Parteitag der KPCh (8. bis 14. November 2012) wurde er darüber hinaus erstmals zum Mitglied des ZK der KPCh gewählt und gehört diesem Gremium nach seiner Wiederwahl auf dem XIX. Parteitag der KPCh (18. bis 25. Oktober 2017) seither an. Seit Oktober 2017 ist er auch Mitglied der Zentralen Lenkungsgruppe des ZK für Finanzen und Wirtschaft sowie der Zentralen Lenkungsgruppe des ZK für Internetsicherheit und Informationisierung.
Als Nachfolger von Wan Gang übernahm Wang Zhigang im März 2018 den Posten als Minister für Wissenschaft und Technologie im Staatsrat der Volksrepublik China. In dieser Funktion erklärte er im Zuge der COVID-19-Pandemie Anfang Juni 2020, dass die Volksrepublik einen Impfstoff weltweit verfügbar machen will, sobald er entwickelt sei.
Am 24. Oktober 2023 gab er sein Ministeramt an den promovierten Nachrichtentechniker Yin Hejun (阴和俊, * 1963) ab, der bis zum Ingenieurdiplom ebenfalls in Xi’an studiert hatte.